# Zodiac (album)
Zodiac este un album realizat de formația Iris Nelu Dumitrescu și apărut la 23 mai 2022 la casa de discuri MediaPro Music. Acest disc este al șaptesprezecelea album de studio al formației și al doilea de când aceasta s-a scindat în două aripi. Totodată, Zodiac este primul material discografic apărut sub titulatura Iris Nelu Dumitrescu, ca urmare a finalizării procesului pentru dreptul de folosință a mărcii Iris. Curtea de Apel București a decis în iulie 2020 că ambele părți au dreptul să folosească marca, una din trupe activând sub numele de Iris Cristi Minculescu, Valter & Boro, iar cealaltă sub denumirea Iris Nelu Dumitrescu.
După lansarea și promovarea discului Lumea toată e un circ, în primăvara lui 2019 au loc schimbări de componență, în formație venind doi tineri instrumentiști: Matei Cioca la chitară și Daniel Moroiu la bas. Al doilea este înlocuit, la rândul său, în iulie 2021, de Tibi Duțu din Constanța (fost membru în Blue Spirit – grupul lui Mike Godoroja). Astfel, formula se stabilizează, iar începând din ianuarie 2022 apare o serie de piese single, ce prefațează apariția unui nou material discografic, compus și înregistrat în perioada pandemiei de coronavirus, când trupa nu a avut activitate concertistică.
Pe 21 ianuarie, este lansată melodia „Ergomaniac”, ce prezintă povestea omului care, din dorința de a evolua, aleargă fără pauză către culmile succesului. Cu acest prilej, Nelu Dumitrescu, liderul grupului, declară: „Într-o oarecare măsură, în noi toți stă un ergomaniac. Mai mic sau mai mare. Mai dinamic sau mai amorțit. Alături de «Ergomaniac», pe noul material pe care îl vom lansa anul acesta veți mai putea găsi și alte particularități umane pentru că exact asta este noul nostru album, un portret al omului modern.”
Pe 18 februarie, este publicat „Timp”, al doilea extras de pe viitorul album și, totodată, un îndemn al membrilor trupei către toți oamenii de a trăi aici și acum. În completare, Eliza Manda, autoarea textului piesei spune: „Nu suntem ancorați în prezent și pierdem clipe prețioase, clipe ce nu se vor mai întoarce. Trebuie să găsim un echilibru între cele trei dimensiuni temporale – trecut, prezent, viitor – și să nu uităm că timpul real este cel de acum.”
O lună mai târziu, pe 18 martie, trupa lansează „Flori de plumb”, o piesă-manifest apărută în contextul războiului din Ucraina. Membrii formației, alături de casa de discuri MediaPro Music, decid ca toate încasările acestei melodii să fie donate către Crucea Roșie România. „Chiar dacă noul nostru single este incredibil de actual, el nu a fost compus acum și nu este despre războiul de acum. Piesa este despre războiul care a zdruncinat dintotdeauna omenirea, despre istoria scrisă cu lacrimi și jocurile calculate despre care prea puține știm. Cu toate acestea, am ales să lansăm acest single acum ca un protest la realitatea aceasta crudă pe care ne este foarte greu să o înțelegem și imposibil să o acceptăm”, declară Nelu Dumitrescu în comunicatul de presă aferent lansării piesei.
Prima baladă extrasă de pe viitorul album, intitulată „Trecător”, este publicată la 15 aprilie. Versurile aparțin Georgetei Dumitrescu (soția liderului formației) și vorbesc despre omul care își acceptă mortalitatea și crede în predestinare și divinitate. Pe 13 mai, apare piesa „Zodiac”, al cincilea single, cel care dă numele albumului. La fel ca toate celelalte cântece publicate începând cu luna ianuarie, și acesta este ilustrat de un videoclip cu versuri (lyric video) realizat de Valentin Dragomir. Concertul de lansare a albumului are loc pe 23 mai 2022, la Berăria H din București, intrarea fiind liberă. În vederea promovării noului produs discografic, pe parcursul verii trupa susține o serie de concerte de club în mai multe orașe din România.
Zodiac, apărut prin intermediul caselor de discuri MediaPro Music și Universal Music România, este disponibil în două formate fizice – CD digipak și disc de vinil, cât și pe platformele digitale de streaming audio (Spotify, Apple Music, Deezer și Tidal).
Lucrul la acest al doilea album Iris înregistrat cu vocea solistului Costi Sandu a început în toamna lui 2020 și s-a încheiat în ianuarie 2022. Imprimările de studio, mixajele și masterizarea aparțin fiului lui Nelu Dumitrescu – Cristi Lucian. Acesta a realizat și unele părți de percuție, a contribuit cu efecte sonore, iar în calitatea sa de principal producător muzical, a îndreptat trupa către un sound mai modern față de discul precedent – Lumea toată e un circ – lansat în urmă cu trei ani și jumătate.
Zodiac conține 12 piese, prima fiind de fapt un scurt prolog, la care participă Eliza Manda cu un recitativ. Aceasta a avut prima colaborare cu formația în toamna lui 2019, când a fost invitată să cânte melodia „Cine mă strigă în noapte?” în cadrul concertului Iris de la Circul Metropolitan București. Cu excepția unei singure piese, ea este autoarea textelor pentru Zodiac, tema principală a albumului fiind „omul modern” și stările sufletești ale acestuia. În ceea ce privește compoziția muzicală, piesele sunt creații colective ale membrilor trupei, fiind concepute de nucleul format din Relu Marin, Matei Cioca și Nelu Dumitrescu, la care s-au adăugat câteva idei trimise de Nuțu Olteanu (care e prezent și cu câteva solouri de chitară la unele cântece). Singura excepție în materie de compoziție o constituie „Un alt format”. Aceasta a fost compusă de basistul și de claviaturistul din trupa lui Nuțu Olteanu din Suedia, fiind apoi oferită grupului Iris. Lansată ca single în 17 iulie 2020, cu aproape doi ani înainte de apariția albumului Zodiac, reprezintă prima piesă apărută sub noua titulatură Iris Nelu Dumitrescu. La momentul lansării, a beneficiat de un videoclip regizat de Ionuț Trandafir.

## Listă piese
1. Omul modern – 1:13
2. Iubirea nu doare – 4:33
3. Ergomaniac – 4:20
4. Nu sunt vrăjitor – 4:31
5. Soarele și luna – 3:57
6. Timp – 5:09
7. Trecător – 4:34
8. Cotidian – 4:57
9. Flori de plumb – 4:23
10. Un alt format – 4:01
11. Superficial – 4:02
12. Zodiac – 4:25

Muzică: trupa Iris Nelu Dumitrescu (cu excepția piesei „Un alt format” – Jan Kennet Bingegard și Jan Lund)

Versuri: Eliza Manda (cu excepția pieselor „Trecător” – Georgeta Dumitrescu; „Cotidian” – Eliza Manda și Georgeta Dumitrescu) 

## Personal
- Nelu Dumitrescu – baterie (membru fondator, 1977)
- Nuțu Olteanu – chitară (membru fondator, 1977)
- Relu Marin – claviaturi (membru din 2002)
- Costi Sandu – solist vocal (membru din 2017)
- Cristi Lucian Dumitrescu – baterie (membru din 2017)
- Matei Cioca – chitară (membru din 2019)
- Tibi Duțu – bas (membru din 2021)

Au colaborat Eliza Manda (recitativ la piesa „Omul modern”) și Daniel Moroiu (bas la piesa „Un alt format”).

Înregistrat, mixat și masterizat în studioul lui Cristi Lucian Dumitrescu, București (între noiembrie 2020 și ianuarie 2022).

Inginer de sunet: Cristi Lucian Dumitrescu

Concept și grafică: Emil Luca, Nelu Dumitrescu, Relu Marin

Fotografie: Andrei Paraschiv

Management: Fundația Culturală Iris (reprezentant Nelu Dumitrescu)

Producători muzicali: Nelu Dumitrescu, Relu Marin, Cristi Lucian Dumitrescu.